# 킬데베르투스 (쾰른)
쾰른의 힐데베르트 혹은 콜로네의 힐데베르트(Childebert of Cologne)는 콜로네 프랑크 족의 부족장으로 클로비스 1세와는 인척이었다. 508년 힐데베르트는 아들 클로데리크 혹은 사촌인 클로비스 1세에 의해 암살당한다.

## 관련 자료
- 쾰른
- 프랑크 족
- 클로비스 1세